# جیسن ریج
جیسن ریج (انگلیسی: Jason Ridge؛ زاده ۲۸ دسامبر ۱۹۷۴) یک بازیگر پورنوگرافی اهل ایالات متحده آمریکا است.